# ATP Tour 2008
L'ATP Tour 2008 és el circuit de tennis professional masculí de l'any 2008 organitzat per l'ATP. La temporada inclou un total de 66 tornejos dividits en Grand Slams (organitzats per la ITF), ATP Masters Series, ATP International Series Gold, ATP International Series i una ATP Tennis Masters Cup. Els tornejos es disputen entre l'31 de desembre de 2007 i el 9 de novembre de 2008. Durant el mes d'agost es van celebrar els Jocs Olímpics d'Estiu de 2008 que van afectar el calendari de torneigs.

## Calendari
Taula sobre el calendari complet dels tornejos que pertanyen a la temporada 2008 de l'ATP Tour.
| Grand Slam                |
| Tennis Masters Cup        |
| ATP Masters Series        |
| International Series Gold |
| International Series      |

| Torneig        | Data d'inici       | Superfície   | Guanyador/s                             | Finalista/es                            |
| -------------- | ------------------ | ------------ | --------------------------------------- | --------------------------------------- |
| 31 de desembre | Adelaida           | Dura         | Michael Llodra                          | Jarkko Nieminen                         |
| 31 de desembre | Adelaida           | Dura         | Martín Alberto García / Marcelo Melo    | Chris Guccione / Robert Smeets          |
| 31 de desembre | Chennai            | Dura         | Mikhaïl Iujni                           | Rafael Nadal                            |
| 31 de desembre | Chennai            | Dura         | Sanchai Ratiwatana / Sonchat Ratiwatana | Markos Bagdatís / Marc Gicquel          |
| 31 de desembre | Doha               | Dura         | Andy Murray                             | Stanislas Wawrinka                      |
| 31 de desembre | Doha               | Dura         | Philipp Kohlschreiber / David Skoch     | Jeff Coetzee / Wesley Moodie            |
| 7 de gener     | Auckland           | Dura         | Philipp Kohlschreiber                   | Juan Carlos Ferrero                     |
| 7 de gener     | Auckland           | Dura         | Luis Horna / Juan Mónaco                | Xavier Malisse / Jurgen Melzer          |
| 7 de gener     | Sydney             | Dura         | Dmitri Tursúnov                         | Chris Guccione                          |
| 7 de gener     | Sydney             | Dura         | Richard Gasquet / Jo-Wilfried Tsonga    | Bob Bryan / Mike Bryan                  |
| 14 de gener    | Open d'Austràlia   | Dura         | Novak Đoković                           | Jo-Wilfried Tsonga                      |
| 14 de gener    | Open d'Austràlia   | Dura         | Jonathan Erlich / Andy Ram              | Arnaud Clément / Michaël Llodra         |
| 14 de gener    | Open d'Austràlia   | Dura         | Tiantian Sun / Nenad Zimonjic           | Sania Mirza / Mahesh Bhupathi           |
| 28 de gener    | Viña del Mar       | Terra batuda | Fernando Gonzalez                       | Juan Monaco                             |
| 28 de gener    | Viña del Mar       | Terra batuda | Jose Acasuso / Sebastian Prieto         | Maximo Gonzalez / Juan Monaco           |
| 11 de febrer   | Costa do Sauipe    | Terra batuda | Nicolas Almagro                         | Carles Moyà                             |
| 11 de febrer   | Costa do Sauipe    | Terra batuda | Marcelo Melo / Andre Sa                 | Albert Montañés / Santiago Ventura      |
| 11 de febrer   | Delray Beach       | Dura         | Kei Nishikori                           | James Blake                             |
| 11 de febrer   | Delray Beach       | Dura         | Maks Mirni / Jamie Murray               | Bob Bryan / Mike Bryan                  |
| 11 de febrer   | Marsella           | Dura         | Andy Murray                             | Mario Ancic                             |
| 11 de febrer   | Marsella           | Dura         | Martin Damm / Pavel Vizner              | Yves Allegro / Jeff Coetzee             |
| 18 de febrer   | Buenos Aires       | Terra batuda | David Nalbandian                        | Jose Acasuso                            |
| 18 de febrer   | Buenos Aires       | Terra batuda | Agustin Calleri / Luis Horna            | Werner Eschauer / Peter Luczak          |
| 18 de febrer   | Rotterdam          | Dura         | Michael Llodra                          | Robin Söderling                         |
| 18 de febrer   | Rotterdam          | Dura         | Tomas Berdych / Dmitri Tursúnov         | Philipp Kohlschreiber / Mikhaïl Iujni   |
| 18 de febrer   | San Jose           | Dura         | Andy Roddick                            | Radek Stepanek                          |
| 18 de febrer   | San Jose           | Dura         | Scott Lipsky / David Martin             | Bob Bryan / Mike Bryan                  |
| 25 de febrer   | Acapulco           | Terra batuda | Nicolas Almagro                         | David Nalbandian                        |
| 25 de febrer   | Acapulco           | Terra batuda | Oliver Marach / Michal Mertinak         | Agustin Calleri / Luis Horna            |
| 25 de febrer   | Memphis            | Dura         | Steve Darcis                            | Robin Söderling                         |
| 25 de febrer   | Memphis            | Dura         | Mahesh Bhupathi / Mark Knowles          | Sanchai Ratiwatana / Sonchat Ratiwatana |
| 25 de febrer   | Zagreb             | Dura         | Serhí Stakhovski                        | Ivan Ljubičić                           |
| 25 de febrer   | Zagreb             | Dura         | Paul Hanley / Jordan Kerr               | Christopher Kas / Rogier Wassen         |
| 3 de març      | Dubai              | Dura         | Andy Roddick                            | Feliciano Lopez                         |
| 3 de març      | Dubai              | Dura         | Mahesh Bhupathi / Mark Knowles          | Martin Damm / Pavel Vizner              |
| 3 de març      | Las Vegas          | Dura         | Sam Querrey                             | Kevin Anderson                          |
| 3 de març      | Las Vegas          | Dura         | Julien Benneteau / Michael Llodra       | Bob Bryan / Mike Bryan                  |
| 10 de març     | Indian Wells       | Dura         | Novak Đoković                           | Mardy Fish                              |
| 10 de març     | Indian Wells       | Dura         | Jonathan Erlich / Andy Ram              | Daniel Nestor / Nenad Zimonjic          |
| 24 de març     | Miami              | Dura         | Nikolai Davidenko                       | Rafael Nadal                            |
| 24 de març     | Miami              | Dura         | Bob Bryan / Mike Bryan                  | Mahesh Bhupathi / Mark Knowles          |
| 14 d'abril     | Estoril            | Terra batuda | Roger Federer                           | Nikolai Davidenko                       |
| 14 d'abril     | Estoril            | Terra batuda | Jeff Coetzee / Wesley Moodie            | Jamie Murray / Kevin Ullyett            |
| 14 d'abril     | Houston            | Terra batuda | Marcel Granollers                       | James Blake                             |
| 14 d'abril     | Houston            | Terra batuda | Ernests Gulbis / Rainer Schuettler      | Pablo Cuevas / Marcel Granollers        |
| 14 d'abril     | València           | Terra batuda | David Ferrer                            | Nicolas Almagro                         |
| 14 d'abril     | València           | Terra batuda | Maximo Gonzalez / Juan Monaco           | Travis Parrott / Filip Polasek          |
| 21 d'abril     | Montecarlo         | Terra batuda | Rafael Nadal                            | Roger Federer                           |
| 21 d'abril     | Montecarlo         | Terra batuda | Rafael Nadal / Tommy Robredo            | Mahesh Bhupathi / Mark Knowles          |
| 28 d'abril     | Barcelona          | Terra batuda | Rafael Nadal                            | David Ferrer                            |
| 28 d'abril     | Barcelona          | Terra batuda | Bob Bryan / Mike Bryan                  | Mariusz Fyrstenberg / Marcin Matkowski  |
| 28 d'abril     | Múnic              | Terra batuda | Fernando Gonzalez                       | Simone Bolelli                          |
| 28 d'abril     | Múnic              | Terra batuda | Michael Berrer / Rainer Schuettler      | Scott Lipsky / David Martin             |
| 5 de maig      | Roma               | Terra batuda | Novak Đoković                           | Stanislas Wawrinka                      |
| 5 de maig      | Roma               | Terra batuda | Bob Bryan / Mike Bryan                  | Daniel Nestor / Nenad Zimonjic          |
| 12 de maig     | Hamburg            | Terra batuda | Rafael Nadal                            | Roger Federer                           |
| 12 de maig     | Hamburg            | Terra batuda | Daniel Nestor / Nenad Zimonjic          | Bob Bryan / Mike Bryan                  |
| 19 de maig     | Casablanca         | Terra batuda | Gilles Simon                            | Julien Benneteau                        |
| 19 de maig     | Casablanca         | Terra batuda | Albert Montañés / Santiago Ventura      | James Cerretani / Todd Perry            |
| 19 de maig     | Poertschach        | Terra batuda | Nikolai Davidenko                       | Juan Monaco                             |
| 19 de maig     | Poertschach        | Terra batuda | Marcelo Melo / Andre Sa                 | Julian Knowle / Jurgen Melzer           |
| 26 de maig     | Roland Garros      | Terra batuda | Rafael Nadal                            | Roger Federer                           |
| 26 de maig     | Roland Garros      | Terra batuda | Pablo Cuevas / Luis Horna               | Daniel Nestor / Nenad Zimonjic          |
| 26 de maig     | Roland Garros      | Terra batuda | Viktória Azàrenka / Bob Bryan           | Katarina Srebotnik / Nenad Zimonjic     |
| 9 de juny      | Halle              | Herba        | Roger Federer                           | Philipp Kohlschreiber                   |
| 9 de juny      | Halle              | Herba        | Mikhaïl Iujni / Mischa Zverev           | Lukas Dlouhy / Leander Paes             |
| 9 de juny      | Queens             | Herba        | Rafael Nadal                            | Novak Đoković                           |
| 9 de juny      | Queens             | Herba        | Daniel Nestor / Nenad Zimonjic          | Marcelo Melo / Andre Sa                 |
| 9 de juny      | Varsòvia           | Terra batuda | Nikolai Davidenko                       | Tommy Robredo                           |
| 9 de juny      | Varsòvia           | Terra batuda | Mariusz Fyrstenberg / Marcin Matkowski  | Nikolai Davidenko / Yuri Schukin        |
| 16 de juny     | s-Hertogenbosch    | Herba        | David Ferrer                            | Marc Gicquel                            |
| 16 de juny     | s-Hertogenbosch    | Herba        | Mario Ancic / Jurgen Melzer             | Mahesh Bhupathi / Leander Paes          |
| 16 de juny     | Nottingham         | Herba        | Ivo Karlovic                            | Fernando Verdasco                       |
| 16 de juny     | Nottingham         | Herba        | Bruno Soares / Kevin Ullyett            | Jeff Coetzee / Jamie Murray             |
| 23 de juny     | Wimbledon          | Herba        | Rafael Nadal                            | Roger Federer                           |
| 23 de juny     | Wimbledon          | Herba        | Daniel Nestor / Nenad Zimonjic          | Jonas Björkman / Kevin Ullyett          |
| 23 de juny     | Wimbledon          | Herba        | Bob Bryan / Samantha Stosur             | Mike Bryan / Katarina Srebotnik         |
| 7 de juliol    | Båstad             | Terra batuda | Tommy Robredo                           | Tomas Berdych                           |
| 7 de juliol    | Båstad             | Terra batuda | Jonas Bjorkman / Robin Söderling        | Johan Brunstrom / Jean-Julien Rojer     |
| 7 de juliol    | Gstaad             | Terra batuda | Victor Hanescu                          | Ígor Andréiev                           |
| 7 de juliol    | Gstaad             | Terra batuda | Jaroslav Levinsky / Filip Polasek       | Stephane Bohli / Stanislas Wawrinka     |
| 7 de juliol    | Newport            | Herba        | Fabrice Santoro                         | Prakash Amritraj                        |
| 7 de juliol    | Newport            | Herba        | Mardy Fish / John Isner                 | Rohan Bopanna / Aisam-ul-Haq Qureshi    |
| 7 de juliol    | Stuttgart          | Terra batuda | Juan Martin del Potro                   | Richard Gasquet                         |
| 7 de juliol    | Stuttgart          | Terra batuda | Christopher Kas / Philipp Kohlschreiber | Michael Berrer / Mischa Zverev          |
| 14 de juliol   | Amersfoort         | Terra batuda | Albert Montañés                         | Steve Darcis                            |
| 14 de juliol   | Amersfoort         | Terra batuda | Frantisek Cermak / Rogier Wassen        | Jesse Huta Galung / Ígor Sijsling       |
| 14 de juliol   | Indianapolis       | Dura         | Gilles Simon                            | Dmitri Tursúnov                         |
| 14 de juliol   | Indianapolis       | Dura         | Ashley Fisher / Tripp Phillips          | Scott Lipsky / David Martin             |
| 14 de juliol   | Kitzbühel          | Terra batuda | Juan Martin del Potro                   | Jurgen Melzer                           |
| 14 de juliol   | Kitzbühel          | Terra batuda | James Cerretani / Victor Hanescu        | Lucas Arnold Ker / Olivier Rochus       |
| 14 de juliol   | Umag               | Terra batuda | Fernando Verdasco                       | Ígor Andréiev                           |
| 14 de juliol   | Umag               | Terra batuda | Michal Mertinak / Petr Pala             | Carlos Berlocq / Fabio Fognini          |
| 21 de juliol   | Toronto            | Dura         | Rafael Nadal                            | Nicolas Kiefer                          |
| 21 de juliol   | Toronto            | Dura         | Daniel Nestor / Nenad Zimonjic          | Bob Bryan / Mike Bryan                  |
| 28 de juliol   | Cincinnati         | Dura         | Andy Murray                             | Novak Đoković                           |
| 28 de juliol   | Cincinnati         | Dura         | Bob Bryan / Mike Bryan                  | Jonathan Erlich / Andy Ram              |
| 4 d'agost      | Los Angeles        | Dura         | Juan Martin del Potro                   | Andy Roddick                            |
| 4 d'agost      | Los Angeles        | Dura         | Rohan Bopanna / Eric Butorac            | Travis Parrott / Dusan Vemic            |
| 11 d'agost     | Jocs Olímpics      | Dura         | Or                                      | Argent                                  |
| 11 d'agost     | Jocs Olímpics      | Dura         | Rafael Nadal                            | Fernando Gonzalez                       |
| 11 d'agost     | Jocs Olímpics      | Dura         | Roger Federer / Stanislas Wawrinka      | Simon Aspelin / Thomas Johansson        |
| 11 d'agost     | Washington         | Dura         | Juan Martin del Potro                   | Viktor Troicki                          |
| 11 d'agost     | Washington         | Dura         | Marc Gicquel / Robert Lindstedt         | Bruno Soares / Kevin Ullyett            |
| 18 d'agost     | New Haven          | Dura         | Marin Cilic                             | Mardy Fish                              |
| 18 d'agost     | New Haven          | Dura         | Marcelo Melo / Andre Sa                 | Mahesh Bhupathi / Mark Knowles          |
| 25 d'agost     | US Open            | Dura         | Roger Federer                           | Andy Murray                             |
| 25 d'agost     | US Open            | Dura         | Bob Bryan / Mike Bryan                  | Lukas Dlouhy / Leander Paes             |
| 25 d'agost     | US Open            | Dura         | Cara Black / Laender Paes               | Liezel Huber / Jamie Murray             |
| 8 de setembre  | Bucarest           | Terra batuda | Gilles Simon                            | Carles Moyà                             |
| 8 de setembre  | Bucarest           | Terra batuda | Nicolas Devilder / Paul-Henri Mathieu   | Mariusz Fyrstenberg / Marcin Matkowski  |
| 22 de setembre | Bangkok            | Dura         | Jo-Wilfried Tsonga                      | Novak Đoković                           |
| 22 de setembre | Bangkok            | Dura         | Lukas Dlouhy / Leander Paes             | Scott Lipsky / David Martin             |
| 22 de setembre | Pequín             | Dura         | Andy Roddick                            | Dudi Sela                               |
| 22 de setembre | Pequín             | Dura         | Stephen Huss / Ross Hutchins            | Ashley Fisher / Bobby Reynolds          |
| 29 de setembre | Metz               | Dura         | Dmitri Tursúnov                         | Paul-Henri Mathieu                      |
| 29 de setembre | Metz               | Dura         | Arnaud Clément / Michaël Llodra         | Mariusz Fyrstenberg / Marcin Matkowski  |
| 29 de setembre | Tòquio             | Dura         | Tomas Berdych                           | Juan Martin del Potro                   |
| 29 de setembre | Tòquio             | Dura         | Mikhaïl Iujni / Mischa Zverev           | Lukas Dlouhy / Leander Paes             |
| 6 d'octubre    | Moscou             | Dura         | Ígor Kunitsin                           | Marat Safin                             |
| 6 d'octubre    | Moscou             | Dura         | Serhí Stakhovski / Potito Starace       | Stephen Huss / Ross Hutchins            |
| 6 d'octubre    | Estocolm           | Dura         | David Nalbandian                        | Robin Söderling                         |
| 6 d'octubre    | Estocolm           | Dura         | Jonas Bjorkman / Kevin Ullyett          | Johan Brunstrom / Michael Ryderstedt    |
| 6 d'octubre    | Viena              | Dura         | Philipp Petzschner                      | Gaël Monfils                            |
| 6 d'octubre    | Viena              | Dura         | Maks Mirni / Andy Ram                   | Philipp Petzschner / Alexander Peya     |
| 13 d'octubre   | Madrid             | Dura         | Andy Murray                             | Gilles Simon                            |
| 13 d'octubre   | Madrid             | Dura         | Mariusz Fyrstenberg / Marcin Matkowski  | Mahesh Bhupathi / Mark Knowles          |
| 20 d'octubre   | Basilea            | Dura         | Roger Federer                           | David Nalbandian                        |
| 20 d'octubre   | Basilea            | Dura         | Mahesh Bhupathi / Mark Knowles          | Christopher Kas / Philipp Kohlschreiber |
| 20 d'octubre   | Lió                | Moqueta      | Robin Söderling                         | Julien Benneteau                        |
| 20 d'octubre   | Lió                | Moqueta      | Michael Llodra / Andy Ram               | Stephen Huss / Ross Hutchins            |
| 20 d'octubre   | Sant Petersburg    | Dura         | Andy Murray                             | Andrei Gólubev                          |
| 20 d'octubre   | Sant Petersburg    | Dura         | Travis Parrott / Filip Polasek          | Rohan Bopanna / Maks Mirni              |
| 27 d'octubre   | París              | Dura         | Jo-Wilfried Tsonga                      | David Nalbandian                        |
| 27 d'octubre   | París              | Dura         | Jonas Bjorkman / Kevin Ullyett          | Jeff Coetzee / Wesley Moodie            |
| 9 de novembre  | Tennis Masters Cup | Dura         | Novak Đoković                           | Nikolai Davidenko                       |
| 9 de novembre  | Tennis Masters Cup | Dura         | Daniel Nestor / Nenad Zimonjic          | Bob Bryan / Mike Bryan                  |

## Rànquings
Les següents taules indiquen els rànquings de l'ATP amb els vint millors tennistes individuals i dobles de la temporada 2008.

### Individuals
| Rànquing ATP 2007 | Rànquing ATP 2007  | Rànquing ATP 2007 |
| N.                | Tennista           | Punts             |
| ----------------- | ------------------ | ----------------- |
| 1                 | Roger Federer      | 7180              |
| 2                 | Rafael Nadal       | 5735              |
| 3                 | Novak Đoković      | 4470              |
| 4                 | Nikolai Davidenko  | 2825              |
| 5                 | David Ferrer       | 2750              |
| 6                 | Andy Roddick       | 2530              |
| 7                 | Fernando Gonzalez  | 2005              |
| 8                 | Richard Gasquet    | 1930              |
| 9                 | David Nalbandian   | 1775              |
| 10                | Tommy Robredo      | 1765              |
| 11                | Andy Murray        | 1755              |
| 12                | Tommy Haas         | 1720              |
| 13                | James Blake        | 1710              |
| 14                | Tomas Berdych      | 1685              |
| 15                | Guillermo Cañas    | 1653              |
| 16                | Markos Bagdatís    | 1600              |
| 17                | Carles Moyà        | 1585              |
| 18                | Ivan Ljubičić      | 1580              |
| 19                | Mikhaïl Iujni      | 1570              |
| 20                | Juan Ignacio Chela | 1425              |

| Rànquing ATP 2008 | Rànquing ATP 2008     | Rànquing ATP 2008 | Rànquing ATP 2008 | Rànquing ATP 2008 | Rànquing ATP 2008 |
| N.                | Tennista              | Punts             | Torneigs          | Anterior          | Mov               |
| ----------------- | --------------------- | ----------------- | ----------------- | ----------------- | ----------------- |
| 1                 | Rafael Nadal          | 6675              | 19                | 2                 | 1                 |
| 2                 | Roger Federer         | 5305              | 19                | 1                 | 1                 |
| 3                 | Novak Đoković         | 5295              | 19                | 3                 | =                 |
| 4                 | Andy Murray           | 3720              | 23                | 11                | 7                 |
| 5                 | Nikolai Davidenko     | 2715              | 23                | 4                 | 1                 |
| 6                 | Jo-Wilfried Tsonga    | 2050              | 21                | 43                | 37                |
| 7                 | Gilles Simon          | 1980              | 29                | 29                | 22                |
| 8                 | Andy Roddick          | 1970              | 23                | 6                 | 2                 |
| 9                 | Juan Martin del Potro | 1945              | 22                | 44                | 35                |
| 10                | James Blake           | 1775              | 23                | 13                | 3                 |
| 11                | David Nalbandian      | 1725              | 20                | 9                 | 2                 |
| 12                | David Ferrer          | 1695              | 24                | 5                 | 7                 |
| 13                | Stanislas Wawrinka    | 1510              | 22                | 36                | 23                |
| 14                | Gael Monfils          | 1475              | 21                | 38                | 24                |
| 15                | Fernando Gonzalez     | 1420              | 22                | 7                 | 8                 |
| 16                | Fernando Verdasco     | 1415              | 28                | 26                | 10                |
| 17                | Robin Soderling       | 1325              | 23                | 41                | 24                |
| 18                | Nicolas Almagro       | 1270              | 23                | 28                | 10                |
| 19                | Ígor Andréiev         | 1245              | 30                | 33                | 14                |
| 20                | Tomas Berdych         | 1215              | 24                | 14                | 6                 |

### Dobles
| Rànquing ATP 2008 | Rànquing ATP 2008   | Rànquing ATP 2008 |
| N.                | Tennista            | Punts             |
| ----------------- | ------------------- | ----------------- |
| 1                 | Nenad Zimonjic      | 10640             |
| =                 | Daniel Nestor       | 10640             |
| 3                 | Bob Bryan           | 10450             |
| =                 | Mike Bryan          | 10450             |
| 5                 | Andy Ram            | 6740              |
| 6                 | Mahesh Bhupathi     | 6590              |
| 7                 | Mark Knowles        | 6550              |
| 8                 | Kevin Ullyett       | 6530              |
| 9                 | Jonas Bjorkman      | 6280              |
| 10                | Leander Paes        | 5800              |
| 11                | Jonathan Erlich     | 5620              |
| 12                | Jeff Coetzee        | 5120              |
| 13                | Lukas Dlouhy        | 5046              |
| 14                | Wesley Moodie       | 4760              |
| 15                | Mariusz Fyrstenberg | 4500              |
| =                 | Marcin Matkowski    | 4500              |
| 17                | Luis Horna          | 4300              |
| 18                | Michael Llodra      | 4020              |
| 19                | Marcelo Melo        | 3580              |
| 20                | Andre Sa            | 3380              |